# Myrmica bakurianica
Myrmica bakurianica (лат.) — вид мелких муравьёв рода Myrmica (подсемейство мирмицины).

## Распространение
Закавказье: Грузия (Бакуриани), на высотах 1500-1700 м.

## Описание
Мелкие красновато-коричневые муравьи длиной около 5 мм. Стебелёк между грудкой и брюшком состоит из двух члеников: петиолюса и постпетиолюса (последний четко отделен от брюшка), жало развито, куколки голые (без кокона).

## Систематика
Близок к Myrmica specioides и Myrmica bessarabica (=M. sancta; M. bakurianica был одно время синонимизирован с M. bessarabica). Вид был впервые описан в 1970 году русским энтомологом Константином Владимировичем Арнольди (1903—1980) и назван по имени места обнаружения на острове Бакуриани